# Assyrisch leger
Het Assyrische leger en rijk was na de ondergang van de Hettieten en hun leger het machtigste leger en rijk van zijn tijd geworden. Op zijn hoogtepunt strekte het rijk zich uit van de Perzische Golf tot de Middellandse Zee en van Armenië en Noord-Perzië tot de Grote Arabische Woestijn en zelfs tot aan de Egyptische delta. Het Assyrische leger was goed geïntegreerd in de rest van het rijk en kon steunen op de economische ruggengraat van het rijk, die werd gevormd door de steden Nimrud, Ninive en natuurlijk ook Assur.

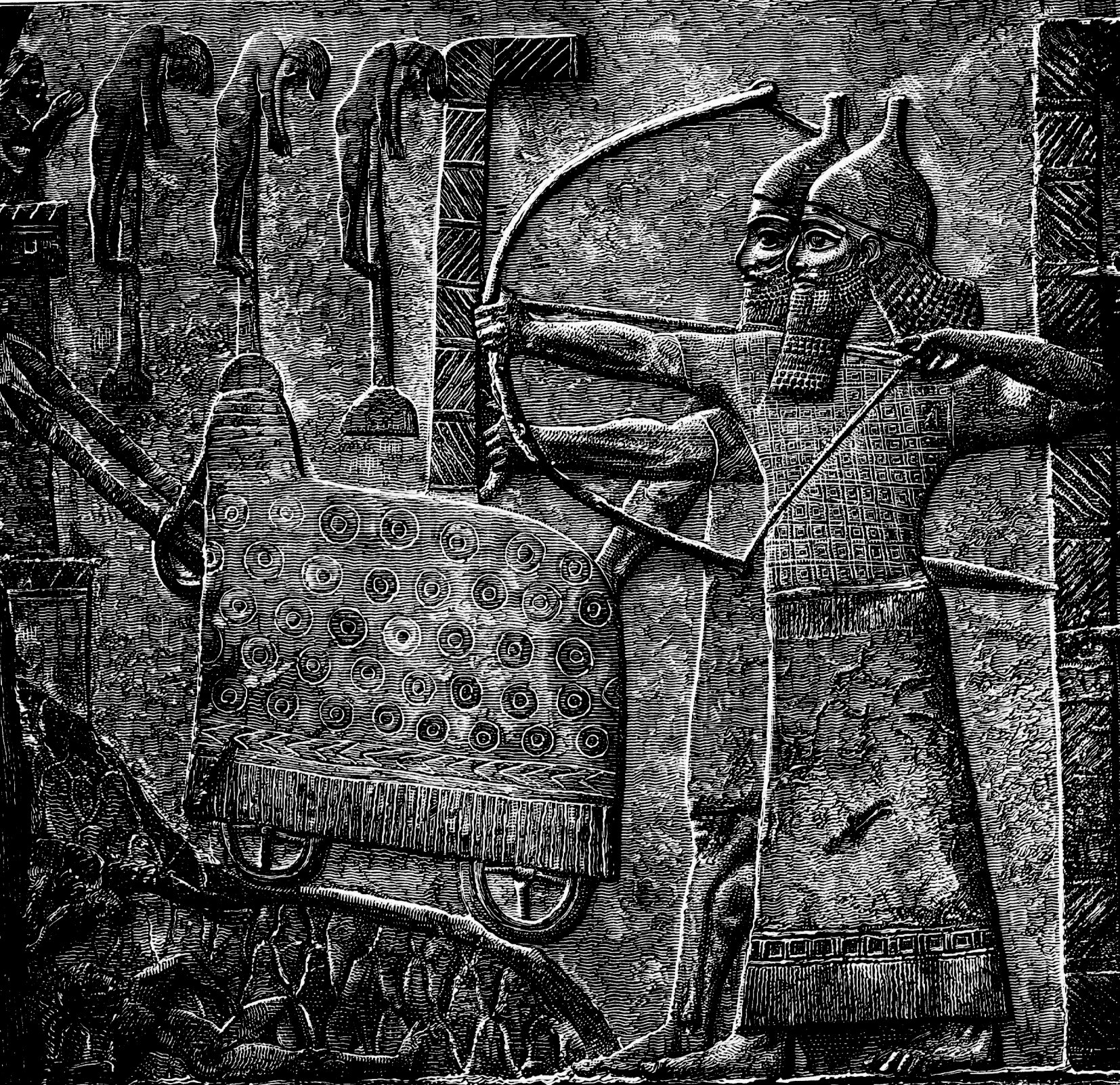
Relief van het Assyrische leger dat een stad belegerd (Ninive).

Het was Tiglat-Pileser III die de grote hervorming doorvoerde in het leger die haar voor meer dan driehonderd jaar het machtigste ter wereld zou maken. Hij zou de staat rond een stand leger opbouwen en de administratie van het rijk koppelen aan die van het leger. Voortaan draaide alles in het Assyrische rijk om het leger en enkel het leger.
De Assyriërs hadden al rond 1000 v.Chr. ingezien dat wapens, strijdwagens en wapenrustingen uit ijzer veel beter waren en Tiglat-Pileser zou dan ook voor zorgen dat de wapens constant vernieuwd werden en zijn manschappen er zeer goed met leerden omgaan. Het merendeel van het leger bestond uit speerwerpers, die - hoewel ze trager waren dan cavalerie - sneller vooruit gingen dan andere infanteristen uit hun tijd en zo een belangrijk element waren in de Assyrische oorlogsvoering. De Assyrische boogschutters waren véél beter georganiseerd dan hun tegenstanders boogschutters. Met hun sterkere bogen konden ze hun pijlen met ijzeren punt met grote precisie afschieten op de vijandige linies en zo verwarring zaaien alvorens de cavalerie erop lost te laten.
Het hoeft ook niet te verbazen dat de Assyrische strijdwagens voorzien waren van pijlenkokers om boogschutters op strijdwagens van pijlen te voorzien. Hoewel de cavalerie slechts een klein deel van het leger uitmaakte waren zij de best getrainde eenheid én inzetbaar voor ingewikkeldere manoeuvres.
Ook op het gebied van vestigingsbouw en belegeringswerken konden de Assyriërs buigen op een lange traditie. Vanop houten torens konden de Assyrische boogschutters hun dodelijke projectielen afschieten op de verdedigers op de muren. Door de efficiëntie die de intensieve trainingen van de verschillende eenheden opleverden, kon het Assyrische leger zich vlot over eender welk terrein verplaatsen, wat mede een van hun sterke punten vormde. Daarnaast maakten de Assyrische troepen gebruik van terreur die ze zaaiden bij hun doortocht. Het was ook onder Tiglat-Pileser III dat de eerste hulptroepen afkomstig uit andere volkeren werden ingezet, die onder Sargon II een belangrijk deel van het leger zouden gaan uitmaken.